# Les Blancs ne savent pas sauter
Pour le jeu vidéo, voir Les Blancs ne savent pas sauter (jeu vidéo).
Pour le remake de 2023, voir Les Blancs ne savent pas sauter (film, 2023).
Pour plus de détails, voir Fiche technique et Distribution.
Les Blancs ne savent pas sauter (White Men Can't Jump) est un film américain réalisé par Ron Shelton, sorti en 1992. Il met en scène Woody Harrelson et Wesley Snipes dans les rôles respectifs de Billy Hoyle et Sidney Deane. Ils s'associent pour participer à des duels de basket-ball urbain à Los Angeles.
Un remake est sorti en 2023, diffusé aux États-Unis sur Hulu et dans le reste du monde sur Disney+.

## Résumé
Ancien joueur de basket-ball professionnel, Billy Hoyle gagne désormais sa vie en poussant d'autres joueurs de basket de rue à parier de l'argent (pensant qu'il ne sait jouer parce qu'il est blanc). Billy ne se dénigre jamais lorsqu'il fait des parties en équipes aléatoires. Il laisse croire à ses adversaires, majoritairement Noirs, qu'ils ont un avantage naturel sur lui dû à leur couleur de peau et leur style vestimentaire. Sidney Deane (Wesley Snipes) est l'un de ces joueurs, talentueux, mais arrogant, qui perd deux fois face à Billy : une fois dans un match de rue par équipe, et l'autre dans un concours de tir en un contre un.
Billy et Gloria Clemente (Rosie Perez), sa copine portoricaine, sont pourchassés par des truands à qui ils doivent rembourser des dettes de jeu. Avide de lecture, mémorisant sans peine des choses futiles, Gloria a un but dans la vie : participer au jeu télévisé Jeopardy! et faire fortune. Sidney, quant à lui, veut acheter une maison pour sa famille, loin du quartier difficile de Baldwin Village. Il propose un partenariat financier à Billy, qui accepte, poussant les autres joueurs à faire en sorte que Billy soit le partenaire par défaut de Sidney. Leurs débuts sont florissants, mais lorsque contre toute attente, ils perdent leur premier match, il s'avère que Sidney a doublé Billy en baissant délibérément son niveau de jeu dans la partie, pour se venger de ses deux défaites face à lui. Billy a perdu 1 700 $ face aux amis de Sidney dans la foulée.
Gloria, qui souhaite que Billy trouve un emploi stable, est furieuse contre lui pour avoir perdu son argent une nouvelle fois, mais réalise qu'il s'est fait rouler après que Billy lui a relaté les faits. Ils se rendent chez Sidney, et tentent de convaincre sa femme Rhonda de faire un geste. Les deux femmes acceptent de partager les gains d'un tournoi de basket de rue en deux contre deux, avec Billy et Sidney partenaires. Malgré leur constantes disputes, les deux remportent le tournoi et la somme de 5 000 $, grâce à la capacité de Billy à déconcentrer ses adversaires. Cette victoire enchante Sidney qui ne peut s'empêcher de se moquer de Billy et de son incapacité à faire des dunks. Ce dernier insiste sur sa capacité à le faire, et devant l'incrédulité de Sidney, il parie sa part des 5 000 $ pour le prouver. Sid lui donne trois essais, affirmant que « les Blancs ne savent pas sauter », mais Billy échoue et se résout à lui donner sa part. Quand il l'annonce à Gloria, elle le quitte, furieuse.
Dans l'espoir fou de la reconquérir, Billy demande de l'aide à Sidney, qui lui révèle qu'il a un ami travaillant à la sécurité de la chaîne de télé qui produit Jeopardy!. Ce dernier accepte plus tard de faire jouer ses relations pour faire participer Gloria, si Billy peut faire rentrer un tir au-delà de la ligne médiane, ce qu'il réussit. Dans l'émission télé, Gloria perd pied sur des questions de sport, mais fait une remontée fantastique sur un sujet étrange, « les plats commençants par la lettre Q » et remporte plus de 14 000 $ dans la première émission.
Billy rejoint Gloria dans son hôtel, lui chante une chanson qu'il a composée et réussit à la reconquérir. Alors qu'ils discutent de leur avenir, c'est Sidney qui, cette fois, vient demander de l'aide à Billy. Son appartement a été cambriolé et tous ses gains ont été volés, le mettant lui et sa famille dans le besoin pour déménager. Gloria attend de Billy qu'il trouve un emploi stable et qu'il s'engage, mais Sidney l'informe que les deux légendes du basket de rue à L.A. « Le King et le Duck », sont présents dans la ville pour un tournoi. Il demande à Billy d'être son partenaire contre eux et ce dernier accepte volontiers, en proposant de parier sa part des gains de Gloria. Gloria menace de le quitter pour de bon s'il parie son argent à nouveau, mais Billy, voulant rendre la pareille à son partenaire qui l'a aidé à introduire Gloria dans le jeu télé, se range du côté de Sidney. Ils arrivent en finale du tournoi contre le King et Le Duck, et à l'issue d'un match très serré, remportent la victoire, notamment grâce à une passe « alley-oop » de Sidney à Billy qui saute pour réussir un puissant dunk.
Tout heureux d'avoir doublé ses gains, Billy retourne voir Gloria, mais découvre qu'elle a tenu parole et l'a quitté définitivement. Les truands qui le poursuivaient réussissent à retrouver sa trace, et Billy paie sa dette. Il demande de l'aide à Sidney pour trouver un emploi stable, et Sidney lui fait remarquer que leur séparation était sans doute pour le mieux.
Quelque temps après, Billy et Sidney sont toujours partenaires. Le film se termine alors que les deux se disputent autour du basket, mais cette fois en tant qu'amis.

## Fiche technique
- Titre : Les Blancs ne savent pas sauter
- Titre original : White Men Can't Jump
- Réalisation : Ron Shelton
- Scénario : Ron Shelton
- Production : David V. Lester, Don Miller
- Musique : Ron Shelton
- Photographie : Russell Boyd
- Montage : Kimberly Ray et Paul Seydor
- Directeur artistique : Roger G. Fortune
- Décors : J. Dennis Washington, Robert R. Benton
- Costumes : Francine Jamison-Tanchuck
- Pays de production :  États-Unis
- Format : 1,85:1 - Couleur
- Genre : comédie, sport
- Durée : 115 minutes
- Date de sortie :
  - États-Unis : 27 mars 1992

## Distribution
- Wesley Snipes (VF : Jacques Martial) : Sidney Deane
- Woody Harrelson (VF : Philippe Vincent) : Billy Hoyle
- Rosie Perez (VF : Virginie Ledieu) : Gloria Clemente
- Tyra Ferrell (en) (VF : Véronique Augereau) : Rhonda Deane
- Cylk Cozart (en) : Robert
- Kadeem Hardison : Junior
- Ernest Harden Jr. : George
- John Marshall Jones : Walter
- Marques Johnson : Raymond
- David Roberson : T.J.
- Kevin Benton : Zeke
- Nigel Miguel : Dwight « The Flight » McGhee
- Duane Martin : Willie Lewis

 Source et légende : version française (VF) sur RS Doublage

## Autour du film
- Bob Lanier, joueur de légende qui a marqué les équipes des Pistons de Détroit et des Bucks de Milwaukee, a été recruté comme consultant basket-ball pour le film. Il s'est dit impressionné par Harrelson et Snipes, suggérant que tous deux avaient atteint un niveau de jeu digne du basket universitaire.
- Le quintet musical R&B Riff a composé la chanson principale du film, dont a été également tiré un clip. Dans celui-ci, on peut voir Woody Harrelson, Wesley Snipes et Rosie Perez. Cette vidéo figure sur le DVD qui comprend les bonus du film.
- Duane Martin, dans le rôle de Willie Lewis et Freeman Williams, qui joue le rôle de « Duck » Johnson, ont tous deux fait carrière en NBA. Martin a joué brièvement pour les Knicks de New York tandis que Williams a joué pendant 8 ans, successivement pour les Clippers, le Jazz de la Nouvelle-Orléans et enfin les Bullets de 1978 à 1986. Duane Martin est cependant le seul des deux à avoir reçu des propositions de rôles après ce film, dont un rôle principal dans Above the Rim avec Tupac Shakur et il est remarqué pour son mariage avec l'actrice Tisha Campbell.
- Lorsque le film commence, une version rap/hip-hop de la 20th Century Fox fanfare est jouée sur le générique traditionnel de la Fox.
- Il existe un jeu vidéo inspiré du film sur la console Atari Jaguar.
- Gary Payton n'a pas été créditée au générique pour son apparition comme joueur anonyme de streetball.
- Le film a servi de référence dans la parodie de Mel Brooks Sacré Robin des Bois (Robin des Bois: Héros en collants au Québec) ; lorsque Robin des Bois essaye de sauter sur son cheval et se rate de justesse, son ami Maure Achoo lance en se moquant « Aw, white men can't jump! » (« Oh, les blancs ne savent pas sauter ! »).
- Keanu Reeves, David Duchovny et Charlie Sheen étaient pressentis pour jouer le rôle de Billy Hoyle, tandis que pour le rôle Sidney Dean, Denzel Washington et Phil Morris y étaient pressentis pour jouer le rôle du personnage.
- Wesley Snipes et Woody Harrelson se donneront de nouveau la réplique 3 ans plus tard, en 1995, dans le film Money Train, de Joseph Ruben.